# 816

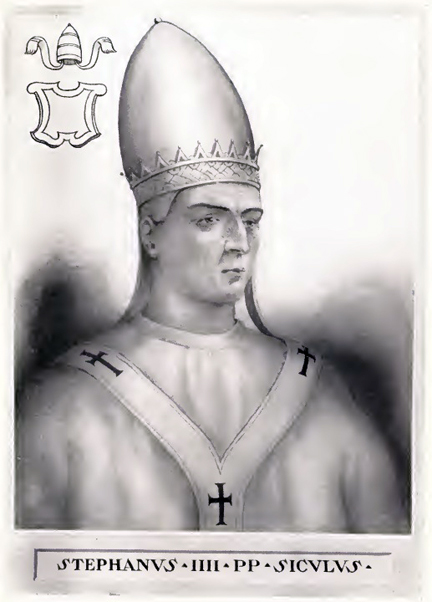
Paus Stefanus IV (816 - 817)

Het jaar 816 is het 16e jaar in de 9e eeuw in de christelijke jaartelling.

## Gebeurtenissen

### Europa
- 5 oktober - Koning Lodewijk de Vrome (zoon van Karel de Grote) wordt in Reims door paus Stefanus IV tot keizer van het Heilige Roomse Rijk gekroond. Hij geeft Stefanus vele geschenken, waaronder het landgoed van Vendeuvre (Noord-Frankrijk). Tijdens de kerkelijke ceremonie wordt ook Lodewijks echtgenote Ermengarde tot keizerin gekroond.
- De Franken onder leiding van Pepijn I van Aquitanië verslaan in twee campagnes de opstandige Basken in Gascogne (noordelijk van de Pyreneeën). (waarschijnlijke datum)
- Bernhard van Septimanië (zoon van Willem met de Hoorn) volgt Bego op als graaf van Toulouse. Hij wordt tevens aangesteld als raadgever van Lodewijk de Vrome.
- Winter - Een opstand van de Sorben en Abodriten (noordoostelijk van de rivier de Elbe) wordt door Lodewijk de Vrome onderdrukt. (waarschijnlijke datum)

### Arabische Rijk
- Babak Khorram Din, Perzisch militair leider, voert in het noordwesten van Iran (huidige Azerbeidzjan) een opstand tegen het kalifaat van de Abbasiden. (waarschijnlijke datum)
- Een groep Saraceense avonturiers uit moslem-Spanje verovert tijdelijk Egypte.

## Religie
- 12 juni - Paus Leo III overlijdt in Rome na een pontificaat van 20 jaar. Hij wordt opgevolgd door Stefanus IV als de 97e paus van de Katholieke Kerk.
- Synode van Aken: Lodewijk de Vrome roept een vergadering bijeen. Hierin worden de benedictijnse leefregels (Regula Benedicti) vastgelegd.
- Synode van Chelsea: Coenwulf van Mercia roept een vergadering bijeen over het recht tot het benoemen van abten of abdissen in Engeland.
- Lodewijk de Vrome benoemt Ebbo tot aartsbisschop van Reims.
- Agobard wordt gekozen tot aartsbisschop van Lyon.

## Geboren
- Formosus, paus van de Katholieke Kerk (waarschijnlijk in dit jaar)

## Overleden
- Bego, graaf van Toulouse en Parijs
- 12 juni - Leo III, paus van de Katholieke Kerk
- Wulfar, aartsbisschop van Reims